# Крипи (гміна Лів)
Крипи (пол. Krypy) — село в Польщі, у гміні Лів Венґровського повіту Мазовецького воєводства.
Населення — 327 осіб (2011).
У 1975-1998 роках село належало до Седлецького воєводства.

## Демографія
Демографічна структура станом на 31 березня 2011 року:
|          | Загалом | Допрацездатний вік | Працездатний вік | Постпрацездатний вік |
| -------- | ------- | ------------------ | ---------------- | -------------------- |
| Чоловіки | 176     | 33                 | 127              | 16                   |
| Жінки    | 151     | 33                 | 88               | 30                   |
| Разом    | 327     | 66                 | 215              | 46                   |